# کارسلن
کارسلن دهستانی در استان آلباستهٔ اسپانیا است.
در این دهستان ۶۵۱ نفر زندگی می‌کنند. مساحت این دهستان ۷۵٫۷۳ کیلومتر مربع است.